# Lauralee Bell
Lauralee Kristen Bell (Chicago, 22 dicembre 1968) è un'attrice statunitense.
È famosa per il ruolo di Christine Blair nelle soap opera Febbre d'amore e Beautiful.

## Biografia e carriera
Bell nasce a Chicago nell'Illinois dai creatori di soap opera William J. Bell e Lee Phillip Bell, e ha due fratelli, Bill Bell Jr. e Bradley Bell. Inizia la sua carriera da attrice nel 1983 quando entra nel cast della soap opera Febbre d'amore nel ruolo della modella Christine Blair, rimanendo fino al 2006. Nel 2007 interpreta brevemente lo stesso ruolo nella soap opera Beautiful, riprendendolo brevemente nel 2024. Nel 2010 ritorna nella soap opera Febbre d'amore nello stesso ruolo che l'ha resa famosa. Nel corso della sua carriera appare in serie tv come Un detective in corsia, Walker Texas Ranger, Pacific Blue, CSI: Miami e Castle.

### Vita privata
Nel 1997 Bell sposa il fotografo Scott Martin, dal quale ha due figli: Christian James, nato nel 2001, e Samantha Lee, nata nel 2002.

## Filmografia

### Cinema
- Easy Rider: The Ride Back (2012)

### Televisione
- Febbre d'amore - soap opera (1983-2006, 2010-in corso)
- Un detective in corsia - serie TV, 1 episodio (1995)
- Walker Texas Ranger - serie TV, 2 episodi (1998)
- Pacific Blue - serie TV, 1 episodio (1999)
- CSI: Miami - serie TV, 1 episodio (2006)
- Beautiful - soap opera (2007, 2024)
- Castle - serie TV, 1 episodio (2012)
- Ruby – film TV (2021)